# Bonde Humerus
Bonde Humerus, född 25 februari 1659 i prästgården i Lekaryds socken i Kronobergs län, död 7 augusti 1727, var en svensk präst och universitetslärare. Han var brorson till Zacharias Humerus.

## Biografi
Humerus var son till kyrkoherden i Lekaryds socken,  Johannes Laurentii Humerus och Gunilla Bondesdotter. Enligt en numera helt övergiven teori skulle Lasse Lucidor ha varit en äldre bror till honom. Han hade verkligen en bror Lars, senare löjtnant vid Dalregementet, som Lucidor blivit förväxlad med.
Humerus blev 1680 student vid Uppsala universitet. Åren 1690–1695 gjorde han utländska resor och när han var i Jena promoverades han till filosofie magister ultimus och ett år uppehöll sig i Wittenberg, där han gjorde personlig bekantskap med Spener och i Wien hade samtal med de lärdaste rabbinerna i deras synagoga.
Humerus blev universitetsbibliotekarie i Lund 1696 och innehade senare först den matematiska, sedan den österländska professuren där, tills han 1718 blev förste teologie professor och domprost. Humerus hade stort anseende för sin lärdom och skildras som en from man och en god predikant. Han gav ut 15 disputationer av filosofiskt, matematiskt och teologiskt innehåll; postumt utgavs en skrift om äktenskap mellan kusiner (1737).
Som inspektor vid Smålands nation i Lund verkade han aktivt för att motverka pennalismen och var uppskattad av nationen. En historia som ofta berättas om Humerus är att Linné vid sin ankomst till Lund möttes av begravningsringningen över Humerus, som han var släkt med och vars hjälp hans far hade räknat med för sonens studier. Berättelsen är troligtvis ohistorisk men utesluter inte att det uteblivna stödet bidrog till att Linné bytte lärosäte.
Humerus var riksdagsman 1719.
Humerus var gift med Anna Steuchia, dotter till ärkebiskopen Mattias Steuchius och Anna Tersera. Äktenskapet var barnlöst. Änkan instiftade ett stipendium, Humero-Steuchianum.